# Seogwipo

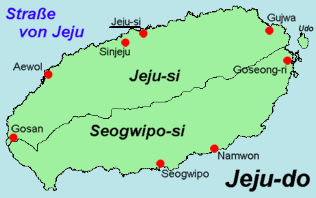
Karte der Insel, mit Seogwipo-si im Süden

Seogwipo (Seogwipo-si) ist eine Stadt der Insel-Provinz Jeju-do in Südkorea. 

## Geographie
Seit Juli 2006 umfasst die Stadt den kompletten Südteil der Insel, wodurch die Bevölkerung von rund 84.000 Einwohnern im Jahr 2003 auf nun 190.707 Einwohner (Stand: 2019) angestiegen ist.

## Sport und Freizeit
Im Rahmen der Fußball-Weltmeisterschaft 2002 wurden im Jeju-World-Cup-Stadion in Seogwipo drei Spiele ausgetragen, darunter das Achtelfinale zwischen Deutschland und Paraguay.
In Seogwipo wird jährlich im Juli seit 2000 der Korea Triathlon Jeju ausgetragen. Bei diesem Triathlon über die Ironman-Distanz sind für die Athleten 3,86 km Schwimmen, 180,2 km Radfahren, 42,195 km Laufen zu bewältigen.

## Raumfahrt
Von einer schwimmenden Plattform etwa vier Kilometer südlich von Seogwipo absolvierte 4. Dezember 2023 die südkoreanische Feststoff-Trägerrakete ihren ersten orbitalen Start. Sie brachte einen Aufklärungssatelliten in eine Erdumlaufbahn.